# 한국산업기술진흥협회
한국산업기술진흥협회(韓國産業技術振興協會, Korea Industrial Technology Association, KOITA)는 혁신과 창의성에 기반한 새로운 가치 창출을 위해 산업진흥과 기술혁신을 지원하는 사단법인이다. 서울특별시 서초구 바우뫼로 37길 37에 본회가 위치하고 있으며, 대전광역시 유성구 엑스포로 123번길 27-5(도룡동 4-27번지) 연구개발특구진흥재단 306호에 대전사무소가, 부산광역시 부산진구 황령대로 24(범천1동 853-1) 부산상공회의소 4층에 부산사무소가 위치하고 있다.

## 설립근거
- 민법 제32조 및 공익공인법 적용(비영리 사단법인)
  - '79.2.15 설립(`80.4.21 당시 과기처 설립허가)
  - 미래부 승인사항 : 임원취임, 임원정수, 정관변경, 수익사업
- 목적: 산업기술 전반에 걸친 의견의 종합구현, 민간연구소 설립․운영 지원, 산업계의 기술개발 진흥(정관 제2조)

## 주요연혁
- 1979년 2월: 민간연구소협의회로 발족
- 1980년 2월: 사단법인 민간기술연구소협회 설립
- 1982년 2월: 사단법인 한국산업기술진흥협회로 확대개편
- 2005년 6월: 산기협회관 개관 (서울 양재동 소재, 건평 舊 206평)
- 2013년 2월: 박용현 회장 연임 (임기 3년)

## 조직

### 한국산업기술협회장

#### 상임부회장

##### 상임이사
- 회원지원본부
  - 회원지원팀
  - 교육연수팀
  - 대전사무소
  - 영남사무소
- 기술개발지원본부
  - 기술협력팀
  - 기술인력지원팀
  - 고경력과학기술인지원센터
- 시상인증단
- 전략기획본부
  - 정책기획팀
- 경영기획본부
  - 경영기획팀
- 연구소인정단

## 고유사업

### 산업기술정책 및 제도개선
- 산업기술지원정책에 관한 산업계 종합의견 건의
- 조세‧관세‧자금‧인력 등 기술개발 지원제도개선 건의
- 산업기술정책 이슈에 대한 실태조사 및 대안제시

### 기술협력교류사업
- 기업 네트워크 구축(CTO클럽, NET클럽, 연구소장협의회 등)
- 유관기관 협력체제 구축(산업기술혁신단체장협의회 등)
- 세계산업기술진흥기관연맹(W-FIRA) 등을 통한 국제협력사업

### 교육연수사업
- 기업 대상 한 온/오프라인 기술경영교육
- 조찬세미나(연6회, 1,456명), 하계포럼(590명), 기술혁신포럼(연2회 500명) 등

### 조사연구 및 정보제공
- 연구개발 투자 및 인력 전망조사, 산업기술이슈 발굴조사
- 연구개발활동조사(기업부문), 기술무역 등 국가통계조사
- 산업기술 분석자료 발간(산업기술백서, 산업기술통계요람 등)

## 같이 보기
- 대한민국 과학기술정보통신부
- 대한민국 산업통상자원부